# Битти, Мелоди
Ме́лоди Би́тти (англ. Melody Beattie) — американская писательница, автор книг по самопомощи в созависимых отношениях.
Родилась в Рамси, Миннесота, с отличием окончила школу. Начала выпивать в 12, стала алкоголичкой к 13, наркоманкой к 18 годам. Автор более 18 книг, включая Codependent No More, Beyond Codependency, The Language of Letting Go, Make Miracles in Forty Days: Turning What You Have into What You Want. Некоторые из книг переведены на другие языки; например, на русский переведена «Спасать или спасаться? Как избавиться от желания постоянно опекать других и начать думать о себе».
Битти являлась популяризатором науки, согласно Diagnosing and Treating Co-Dependence. Она популяризовала идею созависимости, издав в 1986 году книгу Codependent No More; было продано 8 миллионов копий издания. Ранние работы Мелоди Битти используются как одна из программных книг двенадцатишаговой программы Анонимные созависимые, причём раньше они были основными использовавшимися на собраниях публикациями.